# قيمة مقترحة
القيمة المقترحة أو عرض القيمة (بالإنجليزية: value proposition) هو وعد بتسليم قيمة من مزود إلى عميل وتشمل التواصل حولها وإقرارالعميل بفائدتها. ويمكن أن تنطبق القيمة المقترحة على مؤسسة بأكملها أو أجزاء منها أو حسابات العملاء أو منتجات أو خدمات. إن خلق قيمة مقترحة هو جزء من استراتيجية الأعمال. يقول كابلان ونورتون أن «الاستراتيجية تقوم على قيمة مقترحة مميزة. إرضاء العملاء هو مصدر خلق قيمة مستدامة.»
تطوير قيمة مقترحة يقوم بالأساس على استعراض وتحليل الفوائد التكاليف، والقيمة التي تسلمها المنظمة للعملاء المحتملين والعملاء القائمين وغيرها من الجماعات داخل المنظمة وخارجها. إنها أيضا تقدير للقيمة حيث القيمة = الفائدة - التكلفة (التكلفة تشمل المخاطر الاقتصادية)

## نظرة عامة
القيمة المقترحة هي بيان يحدد بوضوح فوائد واضحة قابلة للقياس وقابلة للإثبات يحصل عليها المستهلكين عند شراء منتج معين أو خدمة. يجب إقناع المستهلكين بأن هذا المنتج أو الخدمة هي أفضل من غيرها في السوق. هذا الاقتراح أو العرض يمكن أن يؤدي إلى ميزة تنافسية فيقوم المستهلكون باختيار ذلك المنتج أو الخدمة من بين المنتجات أو الخدمات المنافسة الآخرى لأنها تعطي قيمة أكبر.
عبارة «القيمة المقترحة» (VP) تنسب إلى مايكل لانينج وإدوارد مايكلز وهما أول من استخدم هذا المصطلح وذلك في عام 1988 في ورقة قدمت للشركة الاستشارية ماكينزي وشركاه. في الورقة التي كانت بعنوان «الأعمال هي نظام تسليم قيمة»، يعرف المؤلفان القيمة المقترحة بأنها «بيان واضح وبسيط بالفوائد الملموسة وغير الملموسة، التي سوف توفرها الشركة جنبا إلى جنب مع السعر المقدرالذي سيتم وضعه لكل شريحة من العملاء عن تلك الفوائد». في تعريف واضح المعالم، يعرف لابوكس القيمة المقترحة بأنها بيان يحدد بوضوح ما هي الفوائد الذي سيحصل عليها العملاء عن طريق شراء منتج معين أو خدمة معينة من بائع. ومع ذلك و وفقا لحسان، ليس هناك تعريف محدد للقيمة المقترحة.
خلق وتقديم قيمة مقترحة يمثل مسألة مهمة يحتاج لها مخططو التسويق عند وضع الاستراتيجيات. تختلف مقترحات القيمة باختلاف الصناعات وكذلك قطاعات السوق المختلفة داخل الصناعة. يربط كابون وهلبرت نجاح الشركات في السوق بالقيمة المقدمة للعملاء. وإلى جانب ذلك أدخلوا مبدأ القيمة للعملاء مع رؤى العملاء التي تقود أنشطة الشركة التسويقية. إن قيمة العميل تدفع بالاستثمار وقرارات الإنتاج، لأن الزبائن يلمسون القيمة  بفوائد المنتج أو الخدمة التي يتلقونها. وبالتالي تغيير القيمة عند تغير البيئة وتجربة العملاء ورغباتهم. ونتيجة لذلك، تجد الشركات نفسها مجبورة على استثمار المزيد من الموارد في بحوث التسويق من أجل معرفة رؤى عميقة للعملاء وتحسين القيمة.
دائما ما يبحث المستهلكون عن أفضل منتج / خدمة ممكنة بأفضل جودة تحقق لهم مبتغاهم. مقترح القيمة هو وعد أن عملا تجاريا ما سوف يعطي المستهلك ضمانا بتقديمه في أفضل قيمة ممكنة. ولذا فإن مقترح القيمة هو صيغة إبداعية تصور ميزة بيعية فريدة من نوعها. دون هذه الصيغة ستفقد فرصة إخبار المستهلكين لماذا يجب أن يختاروك من بين المنافسين الآخرين. من الأهداف المهمة لأي عمل تجاري إقناع العملاء أنهم يحصلون على العديد من الفوائد. ومن منظور العميل، المشترين لا يسألون فقط كيف يختلف هذا المنتج عن منتج كانوا يستخدمونه من قبل، ولكن ما قيمة هذا المنتج أو الخدمة ولذا فالعملاء يبحثون عن الأجوبة التي قد تحسن أو تستبدل منتجات أو خدمات. لن يقدم العملاء ابدأ على شراء منتج أو خدمة إذا كانوا لا يشعرون أنهم لا يحصلون على أفضل صفقة ممكنة. وبالتالي فإن مقترح القيمة مهم جدا للشركات ونجاحها.
عرض القيمة يعمل على تفريق العلامة التجارية من منافسيها. للحصول على فكرة عن عرض القيمة، من المهم تحليل الأعمال من خلال المزيج التسويقي:
تحديد ما المنتج أو الخدمة
 سعر المنتج أو الخدمة
 مكان البيع
وكيف سيتم الترويج.
تحديد هذه الأسئلة الرئيسية يساعد على توضيح وجعل عرض القيمة أكثر وضوحا. من الاستراتيجيات الأخرى التي تم استخدامها للمساعدة في عملية التعلم ونمو الأعمال هي بطاقات الأداء المتوازن. هذا المفهوم تم تطويره من قبل روبرت كابلان وديفيد نورتون في عام 1990، للمساعدة في توصيل عرض القيمة بطريقة تفهمها الشركات. تقوم لخرائط بتمثيل مرئي لأهداف الشركات فيصبح بلوغها أكثر إمكانية. من خلال هذه النظريات، يصبح عرض القيمة أكثر وضوحا ويعرض للمستهلكين لماذا هذا المنتج أو الخدمة مميزا في السوق.  وبمجرد ما  تحدد الشركات ما يجعل هذا المنتج أو الخدمة مميزا جدا بالمقارنة مع المنافسين، فإنه يمكن البدء في توجيه العمل بشكل أكثر وضوحا. و هذا يمكن أن يؤدي إلى مفاهيم وأفكار تسويقية جديدة. عرض القيمة يساعد الأعمال التجارية على فهم ما ينبغي أن يكون تركيزها الأساسي والأهداف كما تساعد على فهم احتياجات المستهلك.
عندما خلق عرض قيمة من المهم أن نفكر في هذه الأسئلة الأساسية: ما هو المنتج أو الخدمة؟ ما هو السوق المستهدف؟ ما القيمة الذي يقدمها المنتج أو الخدمة؟ كيف يختلف هذا عن المنافسين؟ الشركات التي تجيب عن هذه سوف يكون لديها عرض قيمة قوي نسبيا لأنهم يعرفون كيف يتميز منتجهم  أو خدمتهم عن المنافسين. لكن الموضوع ليس محصورا فقط بمجرد فهم وإدراك ما يجعلها مختلفة بل بخلق صيغة تدفع العملاء لشراء السلع أو الخدمات. هناك العديد من الفوائد التي يضيفها عرض القيمة على الأعمال التجارية. وتشمل هذه الفوائد التمايز القوي بين الشركة ومنافسيها وزيادة الكمية، وتحسين كفاءة العمليات وزيادة في الإيرادات. من خلال إنشاء علاقة أكثر شخصية وصادقة مع المستهلكين من خلال عرض القيمة فإن هذا يعطي لهم أيضا سبب آخر لاختيارهم لك. وهذه الفوائد بالنهاية سوف تساعد الأعمال التجارية على النمو والنجاح في السوق.

## منشئ نموذج عرض القيمة
تطوير عرض القيمة  هو منهج تنظيمي لبناء قيمة في تجربة العملاء. ببساطة، بناء عرض القيمة يوفرقيمة مربحة ومتفوقة مقدمة للعميل  . منشئ نموذج عرض القيمة يحدد ست مراحل وصولا إلى التحليل:
1. السوق: تحليل وتحديد قطاعات السوق، أو عملاء محددين، أو استهداف لأفراد ضمن هؤلاء العملاء لتقديم حلا ذو قيمة ومربح.
2. تحليل وتحديد قيمة تجربة العملاء المتعاملين مع المنظمة. تحتاج إلى تحديد التجارب الجيدة والسيئة والمحايدة. فعالية عرض القيمة تعتمد على جمع آراء العملاء المتوقعين أو التغذية الراجعة من الموظفين.
3. تحديد مزيج العروض القادرة على رفع تجربة القيمة مع السوق المستهدف المحدد.
4. تقييم فوائد العروض في سياق تجربة القيمة التي تستطيع تقديمها للسوق. هناك عنصر من عناصر التكاليف لهذه الفوائد تتضمن السعر ومخاطر العملاء التي تتيح حساب القيمة حيث القيمة = الفوائد - التكلفة.
5. البدائل والتمايز هو الجانب التالي للتحليل، ما الخيارات البديلة التي يملكها السوق للمنتج أو للخدمة؟
6. ومرة أخرى كل ذلك مع إثبات ذو صلة، لضمان وجود عرض قيمة مبرهنة في مكانها الصحيح.[9]

يعتقد نيل راكهام أن بيان عرض القيمة يجب أن يتكون من أربعة أجزاء رئيسية هي: القدرة والتأثير والدليل، والتكلفة [أي السعر المتوقع من العميل دفعه].
لا تعلن المنظمات بشكل مباشر مخرجات عملية إنشاء عرض القيمة (أي بيان عرض القيمة وقالبه) إلى الجمهور الخارجي; بيانات عرض القيمة وثائق داخلية تستخدمها المنظمات كمخططات لضمان أن جميع رسائل التواصل داخل وخارج المنظمة متسقة. لكن بعض المؤسسات تضمن بعض الطرق التي تستخدم فيها مقترحات القيمة في مواد الاتصالات التسويقية و عروض المبيعات.
قدم كل من وينر ومور نموذجا ملائما لتوضيح سبب إقدام العميل على شراء خدمة أو منتج ما في موجز قيمة وتمايز مقتضب لفئة مستهدفة على الشكل التالي.
- لـ (العميل المستهدف) الذي (يحتاج) لـ (منتج /علامة تجارية) من (فئة) التي (تفيد في / السبب المقنع للشراء)  المختلف عن (منتج /علامة تجارية) المقدم ك ( بديل من المنافسين) و (سبب التميز الرئيسي)

عبارة جيفري مور الخاصة بإطار الصورة الذهنية تحدد القيمة المضافة وهدف المنتج في ملئ احتياج سوقي أفضل من الخيارات الأخرى. إنها تقدم موجز سريع يقيس الحلول الأخرى المتوفرة التي تخلق صورة تركز على فوائد المستخدم  أكثر من مزايا المنتج المحدد.

## نموذج المؤسسة المركزة على القيمة
تطلب المؤسسة المركزة على خلق القيمة value-focused enterprise  (VFE) إعادة التفكير بشكل جوهري في الطريقة التي يتم فيها تنظيم  و إدارة الأشياء . و هذا هو قلب استراتيجية العمل والتنفيذ. يطلب العملاء، وهم على استعداد للدفع، جهود مبيعات تخلق قيمة جديدة توفر فوائد إضافية خارج المنتج. باستخدام هذا النموذج، ستكون قادرا على تخطيط العمل على أساس قيمة يتم تسليمها.
1. الهدف الاستراتيجي المتمحور حول القيمة: أين تنوي أن تكون المنظمة في المستقبل المنظور وما المبادئ التي ستوجك للرحلة؟
2. عرض القيمة: ما هي عروض القيمة (السوق، العروض، قيمة الخبرة، الفوائد، البدائل، التمايز والدليل) وكيف تنسجم مع الهدف الاستراتيجي؟
3. القيمة التي تركز على نموذج التشغيل: ما هي عوامل 'كيف' (المنظمة، العملية وهلم جرا) لتشغيل عرض القيمة لتحقيق هدف استراتيجي?
4. الإدارة القائمة على خلق القيمة والتنفيذ كيف سيتم تنفيذ وإدارة كل هذا لضمان أقصى قدر من تسليم القيمة.
5. [9]

## دورة القيمة
يقول كل من Osterwalder  و Pigneur أن عرض القيمة يجب أن يدرس من خلال  دورة حياة القيمة بأكملها.  يمكن أن تنشأ عناصر القيمة في كل من المراحل الخمس من دورة حياة القيمة. هذه المراحل هي: خلق القيمة، تخصيصها، استهلاكها، تجديدها ونقلها:
1. خلق القيمة: وجهة النظر التقليدية في عملية خلق القيمة لا تسمح للعملاء المشاركة في الشعور بالقيمة. يقوم القائمون على التسويق والبحث والتطوير أساسا يإضافة القيمة في هذه المرحلة على أساس البيانات التاريخية والمراقبة. ومع ذلك، وفي العصر الحديث، بدأت عدة شركات في إشراك عملائها في هذه المرحلة.
2. تخصيص القيمة: يمكن أن تنشأ القيمة في هذه المرحلة من خلال تطوير وتحسين وتسهيل تجربة العملاء للشراء. وهذا يمكن أن يتم في خطوتين: أولا تحسين كيف يتم إجراء المعاملات، وثانيا، الاهتمام باستيفاء طلبات الزبائن.
3. استهلاك القيمة: وهذا هو جوهر القيمة. في هذه المرحلة يرى ويشعر العملاء بالقيمة من خلال الاستخدام الفعلي للمنتج أو الخدمة. في هذه المرحلة يمكن أن تنشأ القيمة من خلال حزمة من الفوائد ترتبط بالمنتج أو الخدمة. يمكن تحسينها من خلال الملاحظة والتغذية الراجعة.
4. تجديد القيمة: في هذه المرحلة تنتهي القيمة. يمكن إنشاء القيمة من خلال إضافة المزيد من المزايا والخصائص للمنتج أو الخدمة عندما يتم تجديدها.
5. انتقال القيمة: المرحلة النهائية من دورة حياة القيمة هي المرحلة عندما لا يستطيع العملاء الحصول على قيمة. وفرة القيمة يمكن أن تحدث في هذه المرحلة، عندما يحتاج العملاء إلى دفع ثمن التخلص من بعض السلع المستعملة مثل تلفزيونات/أجهزة الكمبيوتر.

## حالة القيمة
ترتبط القيمة المتصورة بالاستعداد للدفع. الزبائن على استعداد للدفع في العديد من الظروف، وكأمثلة على ذلك، عندما يجدون عروضا مختلفة، وعندما يكونوا في شراكة مع المورد، وعندما تكون الحاجة للشراء ملحة، وعندما لا يكون هناك أي بدائل، وعندما يكون هناك علاقة إيجابية مرتفعة بين القيمة المتصورة والسعر. يجب على الشركات اختيار أفضل إستراتيجية تسعير لتقديم قيمة حسب تصور كل من العملاء والشركات. قدم كل من كابون & هلبرت بعض العوامل التي يجب على الشركة أن تنظر فيها قبل اتخاذ قرارات التسعير. بعض هذه العوامل تشمل:
1. البدائل المنظورة: التمايز بين عروض الأسعار بالمقارنة مع المنافسين.
2. قيمة فريدة من نوعها: يزن العملاء فوائد وميزات المنتج ويستشفون هذه الفوائد كقيمة فريدة من نوعها تقدم فقط من قبل المنظمة.
3. السعر/الجودة: ينبغي على الشركات النظر في أن العملاء سوف تسعى إلى أن يكون إيجابيا السعر/نوعية العلاقة المنتج لاتخاذ قرار الشراء.

درس زيثمال ثلاث قيم محددة للمستهلك: السعرالمنخفض، الجودة والقيمة مقابل المال. وخلصت الدراسة إلى أن القيمة المتصورة هي تقييم العميل الشامل لفائدة المنتج المبنية على أساس تصورات ما يعطي العميل وما يأخذ.  قد يرى بعض العملاء قيمة في الأسعار الرخيصة، بينما يرى آخرين القيمة في كمية ما حصلوا عليه.

## الابتكار
ويعتقد كل من ليندك وماركيز أن عرض القيمة هو حافز كبير للتركيز على الابتكار المرتبط بالعملاء . يدعي كل من Kambil و Baragheh أن الابتكار ظاهرة تتطلب إتباع منهج متعدد التخصصات للتحليل بسبب التعقيد الهائل. وتعتبر مجالات مثل الإدارة الاستراتيجية، والعلوم التنظيمية، واتسويق ونظم المعلومات أمرا محوريا في هذا التحليل.
يستخدم ليندك  Amazon.com كمثال؛ حيث تحول من موقع لبيع الكتب على الإنترنت إلى واحد من أهم مقدمي خدمات التسوق عبر الإنترنت. Amazon.com تطور من خلال التنويع بدء من العلامة التجارية المكافحة قبل  فقاعة الإنترنت التي انفجرت في عام 2000، مما يعطي مثالا جيدا على تحليل وتفسير إمكانات الابتكار الناتجة من عرض القيمة.[بحاجة لمصدر]
تمثل أمازون أيضا ما يسمى بـ الاقتصاد الجديد ولكن في الوقت نفسه تشترك في العديد من الخصائص مع الشركات التقليدية. في الواقع، الأنشطة غير المرتبطة بالانترنت تمثل حاليا 70 في المئة من أعمالها الأساسية. ونتيجة لذلك، نحن قادرون على تحديد الابتكارات المشتركة في كل من الشركات التقليدية وشركات الاقتصاد الجديد. [بحاجة لمصدر]
الابتكارات التي تنفذها Amazon.comقالب:Cns تتضمن ميزات مثل إمكانية البحث بين الكتب، ليس فقط عناوين الكتب، ولكن أيضا كلمات تنتشر في جميع أنحاء المحتوى، مما يوفر الوقت والجهد على المستهلكين فيتمكنون من العثور على الموضوع المطلوب. من الابتكارات الأخرى التي حصلت على براءة اختراع  ميزة «بنقرة واحدة»، التي تسمح للعملاء بشراء السلع دون الحاجة إلى تكرار تقديم معلومات الدفع والشحن مرارا وتكرارا . كل هذه التعديلات الطفيفة مع مرور الوقت تصبح نتيجة لتطوير عرض القيمة، وهو ما أدى في النهاية إلى النجاح الذي هي عليه Amazon.com اليوم.[بحاجة لمصدر][بحاجة لتوضيح]
وضع ليندك نموذجا لتقييم مفهوم القيمة في ما يخص الابتكارأسماه PERFA (المأخوذ من الأحرف الأولى لعناصر النوذج Performance (P), Ease of use (E), Reliability (R), Flexibility (F), and affectivity (A)). يتم مطابقة تأثير الابتكارات على العملاء بدقة بالاستناد إلى التعاريف الموجودة في القوائم التسويقية التي أدت إلى العناصر الخمسة التالية والتي تمثل تماما لمحة كاملة لجميع مقترحات القيمة التي تم إنشاؤها بواسطة الابتكارات في Amazon.com وتشمل  الأداء وسهولة الاستخدام والاعتماد والمرونة والعاطفة.
يقول بونر أن أداء الابتكارات الجديدة أو السلع أو الخدمات المقدمة للعملاء هو النتيجة الشاملة لعرض الشركة لعملائها من حيث من الجودة والأداء الفني والميزات والقدرة على تلبية احتياجات العملاء ومطالبهم. هذا المنظور يؤكد على دورالابتكار كمولد للأداء بطريقة تركز على العملاء.
تشير سهولة الاستخدام إلى الدرجة التي يعتقد الشخص أن استخدام نظام معين أو منتج سوف يكون سهلا (على سبيل المثال سهولة البحث والاستحواذ، سهولة الاستخدام، التخصيص، الخدمة، والدعم). وفي حين تتساوى الأشياء الأخرى ، فإن أي ميزة أو تطبيق ينظر إليها على أنها أسهل في الاستخدام من المرجح أن تكون مقبولة من قبل المستخدمين، وفقا لوانغ. ومن المثير للاهتمام أن تحليل تلوي لتورناتزكي وكلاين -تحليل العلاقة بين خصائص الابتكار واعتماده - توصل إلى وجود علاقة متسقة قوية بين التوافق والميزة النسبية والتعقيد في مجموعة واسعة من أنواع الابتكار. و يعرف التعقيد بأنه «الدرجة التي يفهم منها أن الابتكار صعب نسبيا على الفهم والاستخدام». ولذلك كلما سهل استخدام ابتكارأو تطبيق أو ميزة، من  المرجح أن تحظى بقبول المستخدم. إلى جانب ذلك، سهولة الاستخدام تقلل من التكلفة المدرجة في معادلة القيمة المقترحة وتزيد من القيمة.
الموثوقية هي «القدرة على أداء الخدمة الموعودة بثقة وبدقة» وفقا لبيت. رايج وبرايون أيضا يرون أن الموثوقية هي قدرة المنتج على تقديم الفائدة حسب المواصفات. لهذ يعتبر أن الابتكار يشكل إضافة للقيمة المقترحة للعملاء من خلال أدائه وفقا للمعايير الموضوعة لهذه المنتجات والخدمات.
المرونة ينظر إليها على أنها ضرورية من أجل الحفاظ على ملائمة المنظمة والبيئة المتغيرة. إنها تصف قدرة الشركة على توزيع وإعادة تكوين الموارد التنظيمية، والعمليات والاستراتيجيات استجابة للتغيرات البيئية. وبعبارة أخرى، المرونة تتحقق من خلال قدرات الشركة الديناميكية  التي تمكنها من الاندماج وبناء وتكوين كفاءات داخلية وخارجية من أجل مواجهة البيئات المتغيرة بسرعة.[بحاجة لمصدر]
العاطفة تخاطب المشاعر أو العواطف المرتبطة بالعمل مع شركة أو استخدام منتجاتها وخدماتها. يقول أتكن أن العاطفة ترتبط بعلاقة متبادلة مع الشعور بالانتماء إلى جماعة معينة أو فئة. كما ترتبط بمفهوم العلامة التجارية المشتركة، حيث قد تترافق العلامة التجارية أو الشركة مع سمات المنتج أو المنافع المستمدة منها. هذه العلامة التجارية تولد العواطف والمشاعر بين عملائها.
يقول كامبل أن عرض القيمة مفهوم غامض جدا حتى يستخدم في مجال الابتكار، ومع ذلك، يشير بحث ليندك وماركيز إلى أنه إذا تم التحليل بمنهجية، فإن عرض القيمة يلعب دورا حيويا في عملية الابتكار.
العملاء هم من يقررون ما إذا يتجهوا للشراء منتج معين، وبالتالي يجب أن تكون الابتكارات مبنية على أساس ما القيمة التي يقدرها العملاء . يتطلب المنهج المرتكز على القيمة  من المديرين إعادة التفكير في وجهة نظرهم تجاه الابتكار عن طريق وضع أنفسهم في مقام الزبون. وبالقيام بذلك، يصبح المدراء قادرون على تحديد العوامل الرئيسية من بين الخمس الوجهات (PERFA) واتخاذ قرارات أفضل عند اتخاذ قرار يتعلق بما يجب ابتكاره من أجل تحسين القيمة للعملاء.[بحاجة لمصدر]

## الاستراتيجية والتسويق
يمكن للشركات استخدام عرض القيمة ليس فقط للعملاء المستهدفين، ولكن للشركاء والموظفين والموردين. الصيغة الإبداعية لمقترح القيمة ينبغي أن يكون قادرا على إقناع الشركات الأخرى لإنشاء تحالف مفيد على المدى الطويل. الارتباط بأعمال أخرى يمكن أن يكون إستراتيجية قوية جدا. وعندما تدعم الشركات قواها تنهض وتخفت نقاط الضعف. وهذا يجعل منتجاتها وخدماتها تبرز للمستهلكين. خلق تحالف مع شركة أخرى يمكن أن يزيد وعي العلامة التجارية للشركة؛ وزيادة قاعدة العملاء، ويضيف رؤى جديدة حول المنتجات والحصول على تكنولوجيا جديدة لتحسين إدارة الأعمال التجارية. هذه الاستراتيجية تخلق ميزة تنافسية تميزها على المنافسين الآخرين.
يجب أن يكون عرض القيمة قادرا على التأثير في الموظفين الجدد وتحفيز الموظفين الحاليين لدعم أهداف وخطط الشركة. و يمكن للموظفين الإسهام في زيادة قاعدة العملاء وبناء علاقات قوية. المعاملة الحسنة للموظفين و تقديم المكافآت يعزز مسؤولية العاملين تجاه الشركة. و هذا التحالف ضمن الأعمال التجارية يمكن أن يعزز المنتجات أو الخدمات من خلال الترويج الشخصي أو في وسائل الإعلام الاجتماعية. سلوك الموظف إلإيجابي تجاه شركته ومنتجاتها يعمل على زيادة العملاء الجدد.
كما يحفزالنص الابداعي لعرض القيمة الموردين فيقررون إمداد الأعمال التجارية بالمنتجات أو المواد اللازمة للحصول على الخدمة. يمكن أن تزيد الشركات من فرص حصولها للمنتجات التي تريدها ومتى تريدها. إن التفكير العميق والمدروس لعرض القيمة يمكن أن يؤدي إلى مشروع تجاري ناجح جدا. كما يمكن أن يؤدي إلى تحالفات ممكنة مع موردين من شأنها دعم ومساعدة الشركة باللوازم والمنتجات التي هي في حاجة لهاللمساعدة في تحسين مستوى الأعمال.

## مزايا عرض القيمة
وجود عرض قيمة قوي ومؤثر ضروري لأي عمل حيث يسهم بفاعلية في التواصل مع العملاء والشركاء وأصحاب المصلحة، وبشكل خاص الموظفين لتوصيل رسالة بشكل واضح كيف أن المنتج / الخدمة المقصودة  مختلفة، وأفضل وتستحق الشراء. عرض القيمة شيء اساسي لنموذج الأعمال التجارية وينبغي أن يشكل مرساة لصنع القراروالعمليات ومشاركة العملاء. إنه أكثر من مجرد مجموعة من الكلمات، وأكثر من مجرد مجموعة من الرسائل التسويقية؛ إنه إطارعام يبين كيف تتوافق أنشطة الأعمال ومخرجاتها مع احتياجات الجمهور المستهدف لتقديم تجربة مقنعة يمكن أن تشكل في نهاية المطاف عائدا نقديا مقابل القيمة. وفي هذا الصدد، فإن عرض القيمة هو مفتاح وخطوة مهمة لتصحيح فكرة العمل؛  عند التأسيس والنمو على حد سواء. فيما يلي بعض الفوائد والمزايا التي ينبغي النظر فيها عند عملية اكتشاف ونقل وتحقيق عرض القيمة:

### يعطي الاتجاه
عرض القيمة يوفر الاتجاه من خلال تحديد قطاع الجمهور المستهدف المناسب، ثم تحديد وفهم الاحتياجات الأساسية التي يمكن اشباعها بالحل المخطط له. وضوح عرض القيمة يساعد على تجنب إضاعة الوقت والمال والجهد من خلال تقديم منتجات أو خدمات لا يرغب بها العملاء المستهدفين.

### يخلق التركيز
عرض القيمة القوي يمنح الفريق التركيز خلال تحديد المبادرات الأساسية والأنشطة وجوانب الأعمال؛ وهذا سوف يكون له تأثير على تحديد احتياجات الجمهور المستهدف. عرض القيمة يساعد في التركيز على من ولماذا وكيف سيتم العمل على تقديم القيمة. وهو يبين ما يجب أن يقدم تلبية لاحتياجات الجمهور المحددة وخلق تجربة مميزة بشكل عام.

### يولد الثقة
وجود عرض قيمة قوي ومكتمل يعطي الفريق و أصحاب المصلحة وضوحا بحيث يمكن إحراز تقدم من دون التشكيك والتخمين في كل خطوة، مما يولد الثقة والتي تأتي من معرفة أنك تصنع شيئا مختلفا للناس التي تخدمها وأنك تفعل ذلك بطريقة مجدية لهم، وأن الإجراءات تتماشى لتقديم تجربة مميزة عموما .

### يحسن فهم العملاء والمشاركة
القيمة المقترحة تعطيك أساسا للتعامل مع العملاء بطريقة مقنعة وذات معنى لأنها تعطيك تصورا للطريقة التي يرون بها منتجاتك أو خدماتك. من دون هذا التوافق قد يكون الحديث مع العملاء المتوقعين أو حتى الحاليين بطرق تولد سوء فهم أو تحدث تباعد  – والناس الذين يشعرون أنه أسيئ فهمهم لا يشترون. إن عرض القيمة لا يحدد العوامل التي تصنع فرقا للجمهور فقط وإنما يقوم بذلك في جوانب أو طرق مفيدة لهم.

### يعطي صورة واضحة للقيمة المقدمة من الشركة
كشركة ناشئة بدون علامة تجارية معروفة عليك أن ترسم صورة واضحة لماذا تستحق وقت الناس. ورغم ذلك تصل الرسائل التسويقية للعديد من الشركات بشكل مبهم وغير مركز ونتيجة لذلك تفقد تأثيرها وتفشل في الإقناع. إن عرض القيمة لا يضع لك قالبا فقط ليساعدك في خلق قيمة للجمهور لتلبية احتياج أساسي لهم بل يساعدك في عرض حلول أفضل مما لديهم أو أفضل من حلول قد يتجهون لها.

### يزيد من فعالية التسويق
مقترح القيمة يوجه جهود التسويق للتركيز على الأنشطة التي من شأنها تحقيق أفضل النتائج. من خلال الفهم الصحيح للعملاء واحتياجاتهم الأساسية ستكون قادرا على التركيز على القنوات الأكثر ملاءمة وفعالية لتوصيل الفوائد والمزايا للحلول التي تقدمها.

## حاشية
1. ↑  Kaplan, pg. 10
2. ↑  Barnes, pg. 28
3. ↑  Hassan, A. (2012), "The Value Proposition Concept in Marketing: How Customers Perceive the Value Delivered by Firms", International Journal of Marketing Studies, Vol. 4, No. 3.
4. 1 2  Capon, N., & Hulbert, J. (2007).
5. ↑  "What is value proposition (VP)? - Definition from WhatIs.com". SearchCIO (بالإنجليزية الأمريكية). Archived from the original on 2019-05-29. Retrieved 2016-04-01.
6. ↑  "5 Keys to a Customer Value Proposition". LinkedIn Pulse. 22 مارس 2014. مؤرشف من الأصل في 2019-12-12. اطلع عليه بتاريخ 2016-04-01.
7. ↑  Koch، Christopher. "Q&A with Robert Kaplan And David Norton on Strategy Maps and IT's Link to Corporate Strategy". CIO. مؤرشف من الأصل في 2018-10-12. اطلع عليه بتاريخ 2016-04-01.
8. ↑  Lanning, M. J. (2000).
9. 1 2  Barnes, C., Blake, H., & Pinder, D. (2009).
10. ↑  Neil Rackham, John De Vincentis.
11. ↑  Lanning, Michael.
12. ↑  Anderson, James; Kumar, Nirmalya; Narus, James.
13. ↑  Winer، Russell S. (1999). Marketing Management. Prentice Hall, Inc. ص. 64. ISBN:0-321-01421-9. مؤرشف من الأصل في 2019-12-17.
14. ↑  Moore، Geoffrey A. (1991). Crossing the Chasm. Harpers Collins. ص. Ch. 6.
15. ↑  Geracie، Greg (15 أغسطس 2013). The Guide to the Product Management and Marketing Body of Knowledge: ProdBOK(R) Guide (ط. 1). Product Management Educational Institute. ص. 279. ISBN:978-0984518500. مؤرشف من الأصل في 2017-01-20.
16. ↑  Rackham, N., & DeVincentis, J. (1998).
17. ↑  Osterwalder, A. & Pigneur, Y. (2003), "Modeling Value Propositions in e-business", ICEC ’03 Proceedings of the 5th international conference on Electronic Commerce, pp 429-436
18. ↑  Zeithaml، V (1988). "Consumer Perceptions of Price, Quality, and Value: A Means-end Model and Synthesis of Evidence". Journal of Marketing. ج. 52 ع. 3: 2–22. DOI:10.2307/1251446.
19. ↑  Lindic، J.؛ Marques (2011). "Value proposition as a catalyst for a customer focused innovation". Management Decision. ج. 49 ع. 10: 1694–1708. DOI:10.1108/00251741111183834.
20. ↑  Baregheh، A.؛ Rowley، J.؛ Sambrook، S. (2009). "Towards a multidisciplinary definition of innovation". Management Decision. ج. 47 ع. 8: 1323–39. DOI:10.1108/00251740910984578.
21. ↑  Kambil, A., Ginsberg, A. and Bloch, M. (1996), "Re-inventing value propositions", Working Paper IS-96-21, New York University, New York, NY.
22. ↑  Wang, W.T. and Wang, C.C. (2009), "An empirical study of instructor adoption of web-based learning systems", Computers & Education, Vol. 53 No. 3, pp. 761-74.
23. ↑  Tornatzky, L.G. and Klein, K.J. (1982), "Innovation characteristics and innovation adoption-implementation: a meta-analysis of findings", IEEE Transactions on Engineering Management, Vol. 29 No. 1, pp. 28-45. نسخة محفوظة 17 ديسمبر 2019 على موقع واي باك مشين.
24. ↑  Pitt, L.F., Watson, R.T. and Kavan, C.B. (1995), "Service quality: a measure of information systems effectiveness", MIS Quarterly, Vol. 19 No. 2, pp. 173-87.
25. ↑  Van Raaij, W.F. and Pruyn, A.T. (1998), "Customer control and evaluation of service validity and reliability", Psychology and Marketing, Vol. 15 No. 8, pp. 811-32.
26. ↑  Atkin, D. (2004), The Culting of Brands: When Customers Become True Believers, Portfolio, New York, NY.
27. ↑  Kambil, A., Ginsberg, A. and Bloch, M. (1996), "Re-inventing value propositions", Working Paper IS-96-21, New York University, New York, NY. نسخة محفوظة 17 ديسمبر 2019 على موقع واي باك مشين.
28. ↑  Bruderer, E, W. (2013).